# VX Водолея
VX Водолея (лат. VX Aquarii) — одиночная переменная звезда в созвездии Водолея на расстоянии (вычисленном из значения параллакса) приблизительно 3389 световых лет (около 1039 парсеков) от Солнца. Видимая звёздная величина звезды — от +14,5m до +10m.

## Характеристики
VX Водолея — оранжевая пульсирующая переменная звезда, мирида (M) спектрального класса K. Эффективная температура — около 3697 К.